# Solena (рослина)
Solena — рід квіткових рослин родини гарбузових.
Його рідний ареал — від Афганістану до Південного Китаю та Західної Малезії.

## Види
Види:
- Solena amplexicaulis (Lam.) Gandhi
- Solena delavayi (Cogn.) C.Y.Wu
- Solena heterophylla Lour.
- Solena umbellata (J.G.Klein ex Willd.) W.J.de Wilde & Duyfjes